# NGC 5873
NGC 5873 (другие обозначения — PK 331+16.1, ESO 328-PN34) — планетарная туманность в созвездии Волк.
Этот объект входит в число перечисленных в оригинальной редакции «Нового общего каталога».